# 東卡隆德萊特 (伊利諾伊州)
東卡隆德萊特（英語：East Carondelet）是位於美國伊利諾伊州聖克萊爾縣的一個村落。

## 地理
東卡隆德萊特的座標為38°32′25″N 90°14′03″W / 38.54028°N 90.23417°W，而該地最高點為海拔高度120米（即394英尺）。

## 人口
根據2010年美國人口普查的數據，東卡隆德萊特的面積為3.49平方千米，當中陸地面積為3.04平方千米，而水域面積為0.45平方千米。當地共有人口499人，而人口密度為每平方千米142人。